# The Moral Law
The Moral Law è un film muto del 1918 diretto da Bertram Bracken e sceneggiato da Charles Kenyon. Il titolo originale del soggetto, firmato da E. Lloyd Sheldon, era Jezebel's Daughter. Protagonista della storia, una vicenda drammatica ambientata tra Florida e Argentina, nel doppio ruolo di due sorelle, l'attrice Gladys Brockwell. Gli altri interpreti erano Rosita Marstini, Joseph Singleton, Colin Chase, Bertram Grassby.

## Trama
Prima di morire, de Costa, un ricco uomo d'affari, si fa promettere dalla figlia Isobel di rintracciare in Sudamerica la sorellastra Anita e di condividere insieme a lei la sua eredità. Isobel promette. Arrivata a Buenos Aires, ritrova la sorella che, almeno fisicamente, le assomiglia molto. Per ciò che riguarda il carattere, invece, le due non potrebbero essere più diverse. Mentre Isobel è una donna gentile e di buon cuore, Anita si dimostra il suo opposto. Non solo, si è macchiata anche di un delitto, tentando di uccidere, avvelenandolo, Umberto, il proprio amante. Scambiata per Anita, ad essere arrestata è però Isobel che viene gettata in carcere. Sfuggita all'arresto, Anita intende sfruttare a fondo quella somiglianza e parte, insieme a Pedro, il suo nuovo amante, per la Florida dove si stabilisce in casa de Costa facendosi passare per Isobel. Quando poi conosce Robert, il fidanzato della sorella, decide di sposarlo. Pedro, furioso per essere stato messo da parte, si vendica avvisando le autorità argentine di quello scambio di identità. Isobel, rilasciata, non riesce però a impedire le nozze perché arriva a casa quando ormai la cerimonia è stata celebrata. Sarà Umberto, la mancata vittima del tentato omicidio, arrivato anche lui in Florida, a denunciare Anita, dichiarando che quelle nozze non sono valide perché Anita è ancora sua moglie, sposata cinque anni prima.

## Produzione
Il film fu prodotto dalla Fox Film Corporation.

## Distribuzione
Il copyright del film, richiesto da William Fox, fu registrato il 10 febbraio 1918 con il numero LP12043.

Distribuito negli Stati Uniti dalla Fox Film Corporation (come Fox Special Feature), il film uscì nelle sale cinematografiche il 17 febbraio 1918.
Non si conoscono copie ancora esistenti della pellicola che viene considerata presumibilmente perduta.